# T del Centaure
T del Centaure (T Centauri) és un estel variable a la constel·lació de Centaure, situada al nord de la mateixa a un minut d'arc d'1 de Centaure. La seva variabilitat va ser observada per primera vegada en 1894 des de Gibraltar per I. I. Markwick. s'HI troba a una distància aproximada de 1.370 anys llum del sistema solar.
T del Centaure és una gegant lluminosa que apareix catalogada en la base de dades SIMBAD com a K6:II:ev. És una variable semiregular la lluentor de la qual varia entre magnitud aparent +5,5 i +9,0 al llarg d'un període de 90,44 dies. Està classificada com a variable de tipus SRA, que es caracteritzen per una periodicitat persistent amb períodes compresos entre 35 i 1.200 dies. En el cas de T Centauri, el seu tipus espectral —i en conseqüència la seva temperatura— varia també des de K0 (groc-taronja) a M4 (vermell), sent el seu tipus mitjà K6. La relació existent entre el cicle visual i les variació de temperatura no és ben coneguda.
La lluminositat de T del Centaure pot ser 600 vegades major que la del Sol, si bé aquesta xifra és només aproximada. El seu radi és unes 50 vegades més gran que el radi solar i la seva massa pot ser unes dues vegades major que la del Sol. Quant al seu estat evolutiu, hom pensa que T Centauri ha finalitzat la fusió nuclear de l'heli i està incrementant de nou la seva lluentor.